# 阿布·瓦法
阿布·瓦法·穆罕默德·本·穆罕默德·本·叶海亚·本·易司马仪·本·阿巴斯·布詹尼（波斯語：‎，940年6月10日—998年7月15日），一般簡稱為阿布·瓦法·布詹尼（波斯語：‎，阿拉伯语：‎），波斯数学家、天文学家。他是阿拉伯天文学巴格达学派的代表人物之一，在巴格达建造了当地第一座观测天体的象限仪台，曾测定过黄赤交角和春秋分点，被一些人认为是月球二均差的发现者。在三角学方面也有重要贡献，他编制了正弦表、正切表和余切表，精确到了小数点后9位。引入了正割和余割的概念。证明了球面三角形的正弦定理，运用正切定理解球面三角形。著作有《几何作图》《算术应用》等。998年在巴格达逝世。